# À Suivre
À Suivre (svenska: 'Fortsättning följer'), skrivet i logotypen som (A SUIVRE), var en franskspråkig serietidning från det belgiska förlaget Casterman. Tidningen publicerade serier i antologiform och gavs ut mellan februari 1978 och december 1997. Den var en vuxenserietidning med litterära ambitioner och medverkade till att lansera begreppet serieroman samt ett antal serieskapare påverkade av Hugo Pratt.

## Innehåll
À Suivre publicerade material från välkända europeiska serieskapare som Hugo Pratt, Jean-Claude Forest, Alexandro Jodorowsky, Milo Manara, Jean (Mœbius) Giraud, Jacques Tardi, François Bourgeon, Daniel Ceppi, Silvio Cadelo, Vittorio Giardino och François Boucq.

## Historik
Casterman hade under stora delar av 1900-talet gjort sig känt som ett av de främsta albumförlagen för fransk-belgiska serier. Den största succén var Tintins äventyr, men i dess efterföljd kom serier som Alix, Riddar Eldhjärta och Frank - Världsreportern, men även importer som danska Rasmus Nalle.

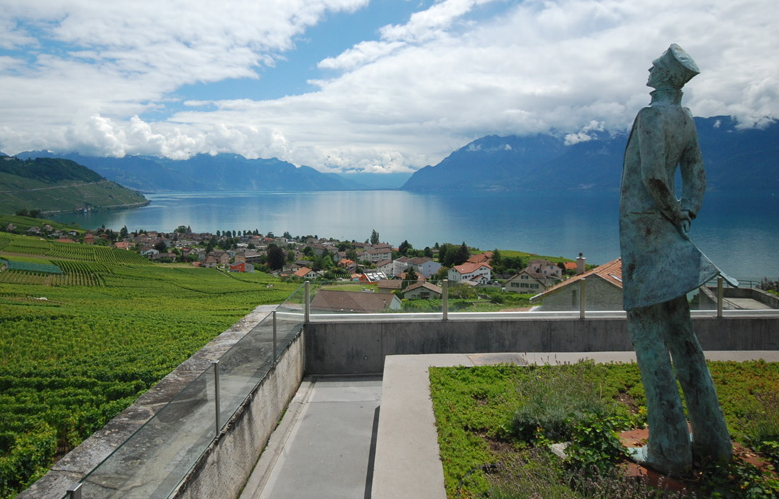
Hugo Pratts figur Corto Maltese figurerade flitigt under tidningens första år.

Under 1970-talet bestämde sig Casterman för att även satsa på den nya vuxenseriemarknaden. Man gav 1973 ut sina första album med Hugo Pratts Corto Maltese och grundade 1978 serietidningen À Suivre. Denna månadstidning hade en mer litterär framtoning än sina konkurrenter. Man kompletterade de ofta långa följetongsserierna – marknadsförda med den nya serietermen roman de BD ('serieroman') – med artiklar om olika kulturfenomen och recensioner av både litteratur, musik och film. Inriktningen var som en kulturtidskrift med tecknade serier, liknande det som Métal Hurlant hade lanserat för science fiction-genren några år tidigare.
Under knappt 20 års tid kom À Suivre att bidra till att forma bilden av den franska vuxenserien. Tillsammans med Métal Hurlant inspirerade man också till utländska tidningslanseringar i samma stil. Svenska Epix (1984–1992) hämtade många av sina följetongsserier från À Suivre, och den svenska tidningen kompletterades av många tjocka albumutgåvor (på förlaget Medusa) hämtade från Casterman.
À Suivre var dock aldrig någon större försäljningssuccé, med upplagesiffror långt under dem för klassiska franskspråkiga barnserietidningar som Spirou och Tintin. 1997 lades tidningen ner, efter att Casterman tröttnat på att stötta sin tidningsutgivning med pengar från övrig verksamhet. Under andra halvan av 1980-talet (1985–1989) hade Casterman även givit ut serietidningen Corto Maltese, efter italiensk förebild.

## Form och ledning
Tidningen hade en konsekvent framtoning, och originallogotypen var skapad av Étienne Robial (grundare av avantgardeförlaget Futuropolis och även ansvarig för logotyperna till Métal Hurlant och Canal+). Redaktör för tidningen var Jean-Paul Mougin.

## Bilder

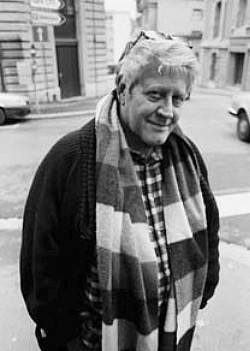
Hugo Pratt, vars Corto Maltese återkom ofta i tidningen.
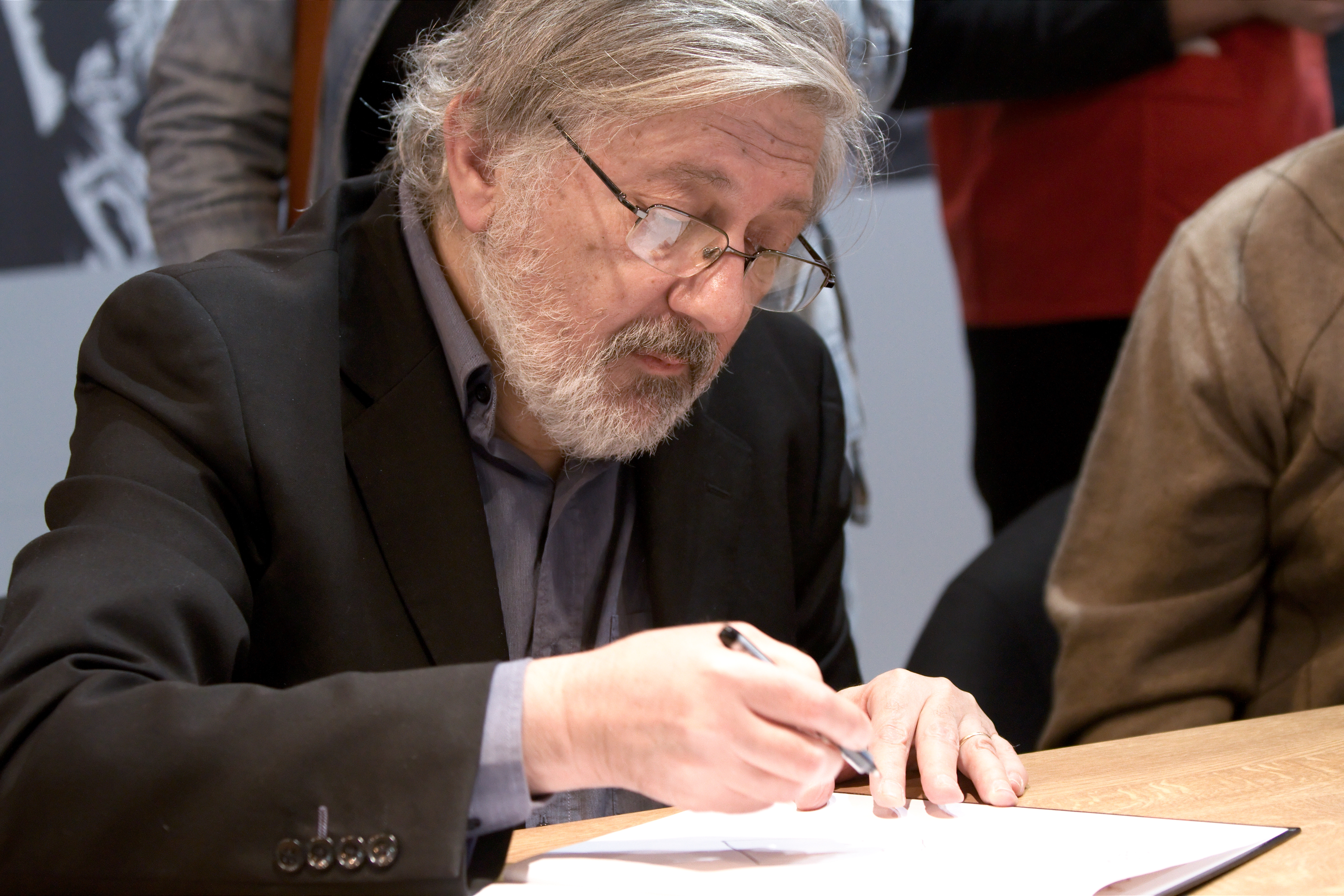
Jacques Tardi, vars Adèle Blanc-Sec var återkommande serie.
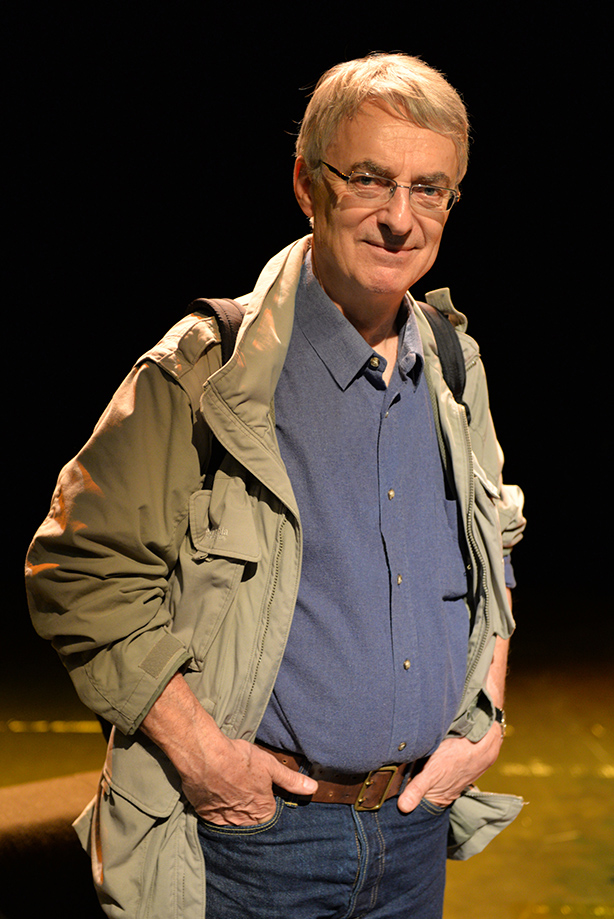
François Bourgeon syntes i À Suivre ett flertal gånger.